# Jonas Widén
Den här artikeln handlar om riksdagsmannen Jonas Widén, för tenoren med samma namn, se även Jonas Widén (tenor).
Jonas Widén, född 15 november 1824 i Torsåkers församling, Västernorrlands län, död 11 juni 1895 i Härnösand, var en svensk präst och riksdagspolitiker.
Widén, som var filosofie doktor och teologie doktor, var stadskomminister i Härnösands församling från 1857 till 1860 och kontraktprost, biskopskandidat till Härnösands stift i biskopsvalet 1888 och  kyrkoherde i Häggdångers församling 1859-1892. Han var även politiker och var ledamot av riksdagens första kammare 1870–1878 samt 1881–1886, invald i Västernorrlands läns valkrets.
Widén var lektor i teologi samt i hebreiska vid Härnösands allmänna läroverk. Han satt i konsistorium i Härnösands stift.
Widén gifte sig 1858 med Anna Katarina Sofia Fröberg (född 1836), och tillsammans fick de två döttrar och två söner, födda mellan åren 1865 och 1877.

## Utmärkelser
- Ledamot av andliga ståndet av Nordstjärneorden